# Distillat paraffinique léger (de pétrole) hydrotraité
Les « distilats paraffiniques légers (de pétrole), hydrotraités » (numéro CAS 64742-55-8) sont des distillats d’origine pétrochimique.
Issus d'une fraction pétrolière (coupe pétrolière) hydrotraitée (pour en retirer le soufre, en le combinant à de l'hydrogène pour en faire du H2S, en présence d'un catalyseur), ils sont caractérisés par une combinaison complexe d'hydrocarbures.
Les molécules d'huiles qui composent ces distillats ont un nombre de carbones compris entre 15 et 30 (C15 à C30). Le produit fini contient une part relativement importante d'hydrocarbures saturés.
Les anglophones parlent de Distillates (petroleum), hydrotreated light paraffinic.

## Classifications
Les paraffines sont des mélanges d’alcanes de C16 à C24.
Parmi ces paraffines :
- celles qui sont issues de réactions où les hydrocarbures en C1 à C5 dominent peuvent être qualifiées de « paraffines légères » ;
- celles qui proviennent de coupes pétrolières en C6 à C8 sont des isoparaffines (aussi dites hydrocarbures aliphatiques) (saturés ou ramifiés et dans ce dernier cas les anglophones parlent de « branched alkanes »), des paraffines normales, des naphtènes et des aromates[2].

Ex : l'huile de vaseline est une paraffine légère.

## Utilisations des paraffines
Les paraffines légères peuvent être :
- isomérisées (en catalyse acide)[3],[4],[5] ;
- aromatisées[6] ;
- déshydrogénisées[7] ;
- « upgradées »[8] dont pour produire de l’essence[9].

## Toxicologie
- Les vapeurs de paraffine liquide chauffée peuvent avoir des effets légèrement narcotiques, et pour les alcanes dont le nombre de carbones est inférieur à 12, il est à noter qu'ils sont facilement absorbés par les tissus humains, puis résorbés par les tissus graisseux.
- Dès le début des années 1920, on montre expérimentalement que les distillats de pétrole sont cancérigènes[10], plus ou moins selon la fraction considérée ou les types d'hydrocarbures présents dans le mélange[11],[12],[13],[14]. Dès 1876, parmi les premiers cancers induits par des paraffines et huiles issues de la carbochimie figure un cancer antérieurement déjà repéré chez les ramoneurs : le cancer du scrotum, qui touche aussi maintenant certains travailleurs de la carbochimie, du charbon et du pétrole[15],[16],[17],[18],[19],[20],[21],[22]. On comprend peu à peu que ces cancers sont dus à la réactivité délétère des hydrocarbures aromatiques polycycliques (ou HAP).
- Au milieu des années 1980, on sait que les huiles légères paraffiniques peuvent être cancérigènes[23], mais les tests cutanés standards (sur souris de laboratoire) montrent — pour les cancers de la peau — que les types d'huiles présentes dans le mélange, ainsi que le procédé (au solvant et/ou par hydrotraitement et le degré de raffinage du produit influent fortement sur le degré de cancérogénicité (cutanée) des distillats de pétrole utilisés pour les huiles de lubrification. L'affinage aux solvants aux degrés d'affinage habituels semblait éliminer la cancérogénicité. En revanche, l'hydrotraitement seul à des niveaux modérés ne réduit pas le potentiel cancérogène des hydrocarbures utilisés, sauf à des niveaux sévères d'hydrotraitement. Associer un affinage modéré au solvant avec un hydrotraitement modéré réduirait voire éliminerait la cancérogénicité cutanée, mais plus ou moins selon les distillats particuliers utilisés et de manière très dépendante de l'activité biologique de l'huile hydrotraitée[24].